# Myomimus setzeri
Myomimus setzeri là một loài động vật có vú trong họ Gliridae, bộ Gặm nhấm. Loài này được Rossolimo mô tả năm 1976.